# Padang Bindu (Benakat)
Padang Bindu is een bestuurslaag in het regentschap Muara Enim van de provincie Zuid-Sumatra, Indonesië. Padang Bindu telt 2506 inwoners (volkstelling 2010).